# Camino Polaco
Camino Polaco, Droga Polska – jeden ze szlaków w ramach Drogi św. Jakuba. Zaczyna w Ogrodnikach na granicy z Litwą i prowadzi przez Olsztyn i Toruń do Słubic na granicy z Niemcami, a tam łączy się z innymi szlakami prowadzącymi do Santiago de Compostela.
Inicjatorem prac nad odtworzeniem dwóch starych szlaków – Camino Polaco i Camino del Norte – jest organizacja pozarządowa – Stowarzyszenie na rzecz Ratowania Zabytków Kultury Europejskiej w Polsce, z siedzibą w Toruniu. Szlak przebiega przez tereny województw: warmińsko-mazurskiego, kujawsko-pomorskiego, wielkopolskiego i lubuskiego.

## Odcinek Olsztyn-Toruń
Pierwszy odcinek Drogi Polskiej wiodący z katedry św. Jakuba w Olsztynie przez Iławę, Bazylikę św. Tomasza w Nowym Mieście Lubawskim, Brodnicę do gotyckiego kościoła św. Jakuba w Toruniu, został opisany i otwarty 25 lipca 2006 roku. Tak jak w całej Europie, znakiem szlaku jest muszla św. Jakuba – atrybut patrona Olsztyna i jednocześnie element olsztyńskiej flagi.

## Odcinek Toruń-Trzemeszno
Z toruńskiego kościoła św. Jakuba znakowany muszlami szlak prowadzi razem z niebiesko oznaczonym szlakiem Mennonitów obok ruin Zamku Dybowskiego i pozostałości fortu X do Cierpic, potem przez Gniewkowo, obok kościoła w Górze, kolegiaty św. Piotra i Pawła w Kruszwicy, kościoła w Strzelnie, Gębicach, przez drewniany kościół w Wylatowie do Trzemeszna. Znaki pomijają Mogilno z tamtejszym kościołem św. Jakuba.

## Odcinek Trzemeszno-Gniezno-Murowana Goślina
Z Trzemeszna do Murowanej Gośliny Camino Polaco biegnie trasą Szlaku Piastowskiego. Zasadniczo Lokalna Organizacja Turystyczna „Szlak Piastowski” rozpoczęła znakowanie od mogileńskiego kościoła farnego św. Jakuba. Droga przebiega przez Niewolno, aby w Trzemesznie połączyć się z trasą znakowaną przez toruński oddział PTTK.
Od bazyliki Wniebowzięcia NMP, mijając dawny Alumnat znaki prowadzą w kierunku Witkowa, obok leśniczówki Krzyżówka podążają szlakiem królewskim (oznaczony kolorem zielonym), przez Trzuskołoń docierają do drewnianego kościoła św. Jakuba Starszego w Niechanowie, gdzie można zobaczyć unikalne baptysterium w kształcie „Rajskiego Ogrodu”. Przez wieś Goczałkowo droga prowadzi do Gniezna, na Wzgórze Lecha. Tam pielgrzymi udają się trasą Wielkopolskiej Drogi św. Jakuba, biegnącej przez Braciszewo, Żydówko, Dziekanowice, Imiołki położone na brzegu Jeziora Lednickiego, Dąbrówkę Kościelną do Murowanej Gośliny. W tym miejscu szlak się rozwidla. Można kontynuować drogę wielkopolską wiodącą przez Poznań do Głogowa (w kierunku czeskiej Pragi) lub trzymać się szlaku Camino Polaco prowadzącego na zachód w kierunku Słubic.

## Odcinek Murowana Goślina-Słubice
W Murowanej Goślinie Droga Polska szlakiem Lubuskiej Drogi św. Jakuba prowadzi do granicy z Niemcami w Słubicach.
W powiecie sulęcińskim znaki kierują przez Lubniewice, Sulęcin, Brzeźno. Dalej biegną przez powiat słubicki poprzez Smogóry, Trześniów, Radachów do kościoła św. Jakuba w Ośnie Lubuskim, następnie przez Lubiechnię Mała i Lubiechnię Wielką szlakiem rowerowym i pieszym, aby dotrzeć do Rzepina. Potem przez Kowalów, Starków, Stare Biskupice aż do Słubic. Prace nad drogą św. Jakuba na pograniczu polsko-niemieckim są realizowane przy wsparciu euroregionu Pro Europa Viadrina, starostw powiatowych polskich i niemieckich, stowarzyszenia Arbeitsinitiative Letschin i innych organizacji.

## Galeria

Herb Olsztyna
Flaga Olsztyna
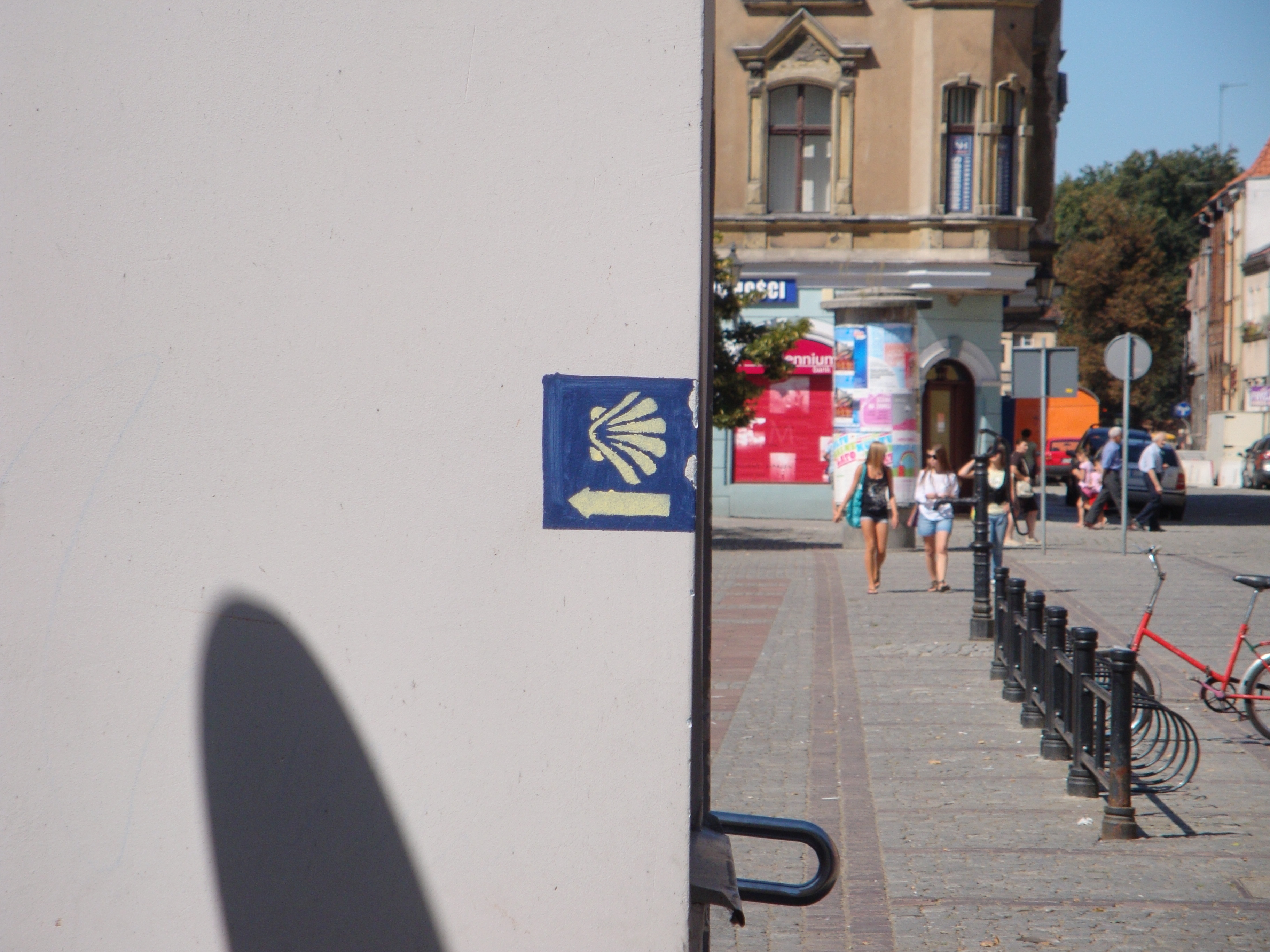
Znak drogi na Nowym Rynku w Toruniu